# The Princes in the Tower
Pour plus de détails, voir Fiche technique et Distribution.
The Princes in the Tower (littéralement : Les Princes de la Tour) est un film britannique réalisé par George J. Banfield et Leslie Eveleigh, sorti en 1928.

## Synopsis
L'histoire tragique du jeune roi Édouard V d'Angleterre et de son frère, Richard, duc d'York, tous deux fils du roi Édouard IV et enfermés dans la tour de Londres par leur oncle, le futur roi Richard III.

## Fiche technique
- Titre original : The Princes in the Tower
- Réalisation : George J. Banfield, Leslie Eveleigh
- Scénario : George J. Banfield, George A. Cooper (en), Anthony L. Ellis
- Société de production : British Filmcraft Productions
- Société de distribution : Ideal
- Pays d'origine :  Royaume-Uni
- Langue : anglais
- Format : Noir et blanc – 1,33:1 – 35 mm – Muet
- Genre : film historique
- Longueur de pellicule : 590 m (2 bobines)
- Année : 1928
- Date de sortie :
  - Royaume-Uni : avril 1928
- Autres titres connus :
  - Ghosts of Yesterday: The Princes in the Tower

## Distribution
- G. H. Mulcaster : Duke of Gloucester
- Mary Clare : Queen Elizabeth
- Gabrielle Morton : Lady Anne
- Albert E. Raynor : Edward IV
- Connie Harris : Prince Edward
- Bunty Fosse : Prince Richard